# (1592) Mathieu
(1592) Mathieu est un astéroïde de la ceinture principale.

## Description
(1592) Mathieu est un astéroïde de la ceinture principale. Il fut découvert le 1er juin 1951 à Uccle par Sylvain Arend. Il présente une orbite caractérisée par un demi-grand axe de 2,77 UA, une excentricité de 0,30 et une inclinaison de 13,5° par rapport à l'écliptique.

## Compléments